# Крестьянов, Николай Николаевич
Николай Николаевич Крестьянов (1 июня 1840 — не ранее 1917) — русский государственный деятель, тайный советник (1905),  сенатор (1914—1915), александровский кавалер (1914).

## Биография
Родился в 1840 году. Образование: юридический факультет Императорского Санкт-Петербургского университета (выпуск 1863 года; с присуждением степени кандидата прав). Служил чиновником в Сенате, затем в различных судах:
- Член Санкт-Петербургского окружного суда (1866—77)
- Товарищ (т.е. заместитель) прокурора Харьковской судебной палаты (1877—80)
- Председатель Житомирского окружного суда (1880—91)
- Председатель Харьковской судебной палаты (1891—1914); на этой должности отвечал за отправление судопроизводства на территории нескольких губерний.

В 1914 году был пожалован орденом Святого Александра Невского и назначен сенатором, но спустя год вышел в отставку по возрасту.
Дальнейшая судьба неизвестна, но, по всей видимости, скончался в революционные годы. 